# نیکامرغ غربی
نیکامرغ غربی (نام علمی: Nicator chloris) گونه‌ای از پرندگان آوازخوان از تیرهٔ نیکامرغان (Nicatoridae) است.
این گونه عمدتاً بومی جنگل‌های بارانی گرمسیری آفریقا است.

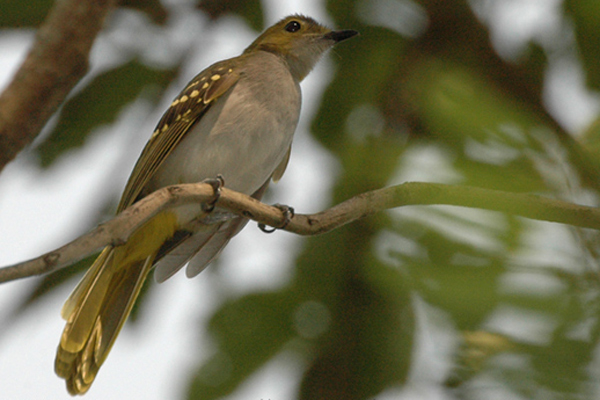
یک نیکامرغ غربی در اوگاندا